# El diario del Chavo del Ocho
El diario del Chavo del Ocho (O Diário do Chaves no Brasil) é um livro escrito por Roberto Gómez Bolaños, sendo o primeiro livro de ficção publicado no México sobre a série de televisão Chaves. A obra, que entra na categoria de livro-reportagem, esteve entre as mais vendidas em 1995 no país.
No Brasil, o livro foi lançado em 2006, sendo o único livro de Chespirito que foi lançado no país. Na época, o próprio Bolaños disse que viria ao Brasil para o lançamento do livro, mas não veio, por motivo desconhecido.
Em 2021, a editora Pipoca e Nanquim republicou o livro com extras exclusivos da edição, como textos de Bolaños e Florinda Meza, além de ilustrações do próprio autor e curadoria do Fórum Chaves.